# Netomocera merida
Netomocera merida (лат.) — вид паразитических наездников из семейства Pteromalidae (Chalcidoidea) отряда перепончатокрылые насекомые, в составе подсемейства Diparinae. Неотропика (Венесуэла).

## Описание
Мелкие хальцидоидные наездники с коренастым телом. Длина самок 2,25 мм (самцы от 1,2 до 1,3 мм). Основная окраска головы и груди чёрная, брюшко, ноги и усики буроватые. Формула члеников усиков: 1-1-1-7-3. Жгутик усика самок булавовидный с асимметричной булавой, самцы имеют длинные нитевидные антенны, без дифференцированной булавы, и оба пола обладают широким субквадратным петиолем. Самки макроптерные, самцы всегда макроптерные. Оба пола имеют крупный первый тергит, занимающий как минимум половину длины брюшка. Хозяева неизвестны, предположительно ими являются личинки насекомых.

## Систематика
Вид Netomocera был впервые описан в 2019 году румынским энтомологом Mircea-Dan Mitroiu («Alexandru Ioan Cuza» University of Iași, Faculty of Biology, Яссы, Румыния). Вид Netomocera merida сходен с таксонами Netomocera masneri, Netomocera celebensis и  Netomocera ramakrishanai. Видовое название N. merida дано по месту обнаружения типовой серии (штат Мерида, Merida).